# یواس‌آرسی راش (۱۸۸۵)
یواس‌آرسی راش (۱۸۸۵) (به انگلیسی: USRC Rush (1885)) یک کشتی بود که طول آن 175' بود. این کشتی در سال ۱۸۸۵ ساخته شد.